# Tour de l'Ain 2011
La 23.ª edición de la carrera ciclista Tour de l'Ain tuvo lugar del 9 al 13 de agosto de 2011.
Estuvo inscrita en el UCI Europe Tour, dentro de la categoría 2.1.
Tomaron parte en la carrera 17 equipos: 3 de categoría UCI ProTeam (Ag2r La Mondiale, Pro Team Astana y Vacansoleil-DCM Pro Cycling Team); 10 de categoría Profesional Continental (FDJ, Team Europcar, Saur-Sojasun, Cofidis, le Crédit en Ligne, Saur-Sojasun, Bretagne-Schuller, Colombia es Pasión-Café de Colombia, Skil-Shimano, Team NetApp y Team SpiderTech powered by C10); y 3 de categoría Continental (Rabobank Continental Team, BigMat-Auber 93, Roubaix-Lille Métropole); y la Selección Joven de Francia. Formando así un pelotón de 102 ciclistas, con 6 corredores cada equipo, de los que acabaron 87.
El ganador final fue David Moncoutié. Le acompañaron en el podio Wout Poels y Leopold König, respectivamente.
En las clasificaciones secundarias se impusieron, Wout Poels (puntos), Benoît Daeninck (montaña), Warren Barguil (jóvenes) y Ag2r La Mondiale (equipos).

## Etapas
| Etapa   | Fecha        | Recorrido                                         | km        | Ganador         | Líder           |
| ------- | ------------ | ------------------------------------------------- | --------- | --------------- | --------------- |
| Prólogo | 9 de agosto  | Bourg-en-Bresse-Bourg-en-Bresse                   | 3,7 (CRI) | Wilco Kelderman | Wilco Kelderman |
| 1ª      | 10 de agosto | Meximieux-Saint-Vulbas                            | 136,6     | Jimmy Casper    | Wilco Kelderman |
| 2ª      | 11 de agosto | Villars-les-Dombes (Parque des Oiseaux)-Bellignat | 153,6     | Thibaut Pinot   | Thibaut Pinot   |
| 3ª      | 12 de agosto | Nantua-Lélex                                      | 129,1     | Wout Poels      | Wout Poels      |
| 4ª      | 13 de agosto | Belley-Col de la Colombière                       | 134,8     | Thibaut Pinot   | David Moncoutié |

## Clasificaciones finales

### Clasificación general
|    | Ciclista               | Equipo                              | Tiempo           |
| -- | ---------------------- | ----------------------------------- | ---------------- |
|    | David Moncoutié        | Cofidis, le Crédit en Ligne         | 14 h 05 min 55 s |
| 2  | Wout Poels             | Vacansoleil-DCM                     | a 43 s           |
| 3  | Leopold König          | NetApp                              | a 1 min 31 s     |
| 4  | Maxime Méderel         | BigMat-Auber 93                     | a 1 min 48 s     |
| 5  | Robinson Chalapud      | Colombia es Pasión-Café de Colombia | a 3 min 26 s     |
| 6  | Pierre Rolland         | Europcar                            | a 3 min 53 s     |
| 7  | John Gadret            | Ag2r La Mondiale                    | a 4 min 14 s     |
| 8  | Jean-Christophe Péraud | Ag2r La Mondiale                    | a 4 min 18 s     |
| 9  | Darwin Atapuma         | Colombia es Pasión-Café de Colombia | a 4 min 30 s     |
| 10 | Warren Barguil         | Selección de Francia                | a 4 min 31 s     |

### Clasificación de la montaña
| Posición | Ciclista          | Equipo                      | Puntos |
| -------- | ----------------- | --------------------------- | ------ |
|          | Johnny Hoogerland | Vacansoleil-DCM             | 41     |
| 2        | Thibaut Pinot     | FDJ                         | 30     |
| 3        | Rein Taaramäe     | Cofidis, le Crédit en Ligne | 25     |
| 4        | David Moncoutié   | Cofidis, le Crédit en Ligne | 21     |
| 5        | Jonathan Thiré    | BigMat-Auber 93             | 18     |

### Clasificación por puntos
| Posición | Ciclista        | Equipo                      | Puntos |
| -------- | --------------- | --------------------------- | ------ |
|          | Wout Poels      | Vacansoleil-DCM             | 60     |
| 2        | Thibaut Pinot   | FDJ                         | 50     |
| 3        | David Moncoutié | Cofidis, le Crédit en Ligne | 36     |
| 4        | Rein Taaramäe   | Cofidis, le Crédit en Ligne | 28     |
| 5        | Romain Hardy    | Bretagne-Schuller           | 27     |

### Clasificación de los jóvenes
| Posición | Ciclista        | Equipo               | Tiempo           |
| -------- | --------------- | -------------------- | ---------------- |
|          | Warren Barguil  | Selección de Francia | 14 h 10 min 26 s |
| 2        | Romain Bardet   | Selección de Francia | a 12 s           |
| 3        | Thibaut Pinot   | FDJ                  | a 52 s           |
| 4        | Emilien Viennet | Selección de Francia | a 5 min 53 s     |
| 5        | Thomas Damuseau | Skil-Shimano         | a 10 min 26 s    |

### Clasificación por equipos
| Posición | Equipo                              | Tiempo           |
| -------- | ----------------------------------- | ---------------- |
|          | Ag2r La Mondiale                    | 42 h 31 min 21 s |
| 2        | Cofidis, le Crédit en Ligne         | a 2 min 35 s     |
| 3        | Colombia es Pasión-Café de Colombia | a 3 min 36 s     |
| 4        | Selección de Francia                | a 5 min 52 s     |
| 5        | NetApp                              | a 13 min 24 s    |

## Evolución de las clasificaciones
| Etapa (Vencedor)                | Clasificación general | Clasificación por puntos | Clasificación de la montaña | Clasificación de los jóvenes | Clasificación por equipos |
| ------------------------------- | --------------------- | ------------------------ | --------------------------- | ---------------------------- | ------------------------- |
| Prólogo (CRI) (Wilco Kelderman) | Wilco Kelderman       | Wilco Kelderman          | no se entregó               | Wilco Kelderman              | Rabobank Continental      |
| 1.ª etapa (Jimmy Casper)        | Wilco Kelderman       | Jimmy Casper             | Arthur Vichot               | Wilco Kelderman              | Rabobank Continental      |
| 2.ª etapa (Thibaut Pinot)       | Thibaut Pinot         | Romain Hardy             | Jonathan Thiré              | Thibaut Pinot                | NetApp                    |
| 3.ª etapa (Wout Poels)          | Wout Poels            | Wout Poels               | Johnny Hoogerland           | Warren Barguil               | Ag2r La Mondiale          |
| 4.ª etapa (Thibaut Pinot)       | David Moncoutié       | Wout Poels               | Johnny Hoogerland           | Warren Barguil               | Ag2r La Mondiale          |
| Final                           | David Moncoutié       | Wout Poels               | Johnny Hoogerland           | Warren Barguil               | Ag2r La Mondiale          |